# Érable à épis
Acer spicatum
Pour les articles homonymes, voir Acer et Spicatum.
Espèce
Classification APG III (2009)
Répartition géographique
L'érable à épis (Acer spicatum), aussi appelé plaine bâtarde, est un petit arbre que l'on rencontre à l'état naturel au nord-est de l'Amérique du Nord.

## Description

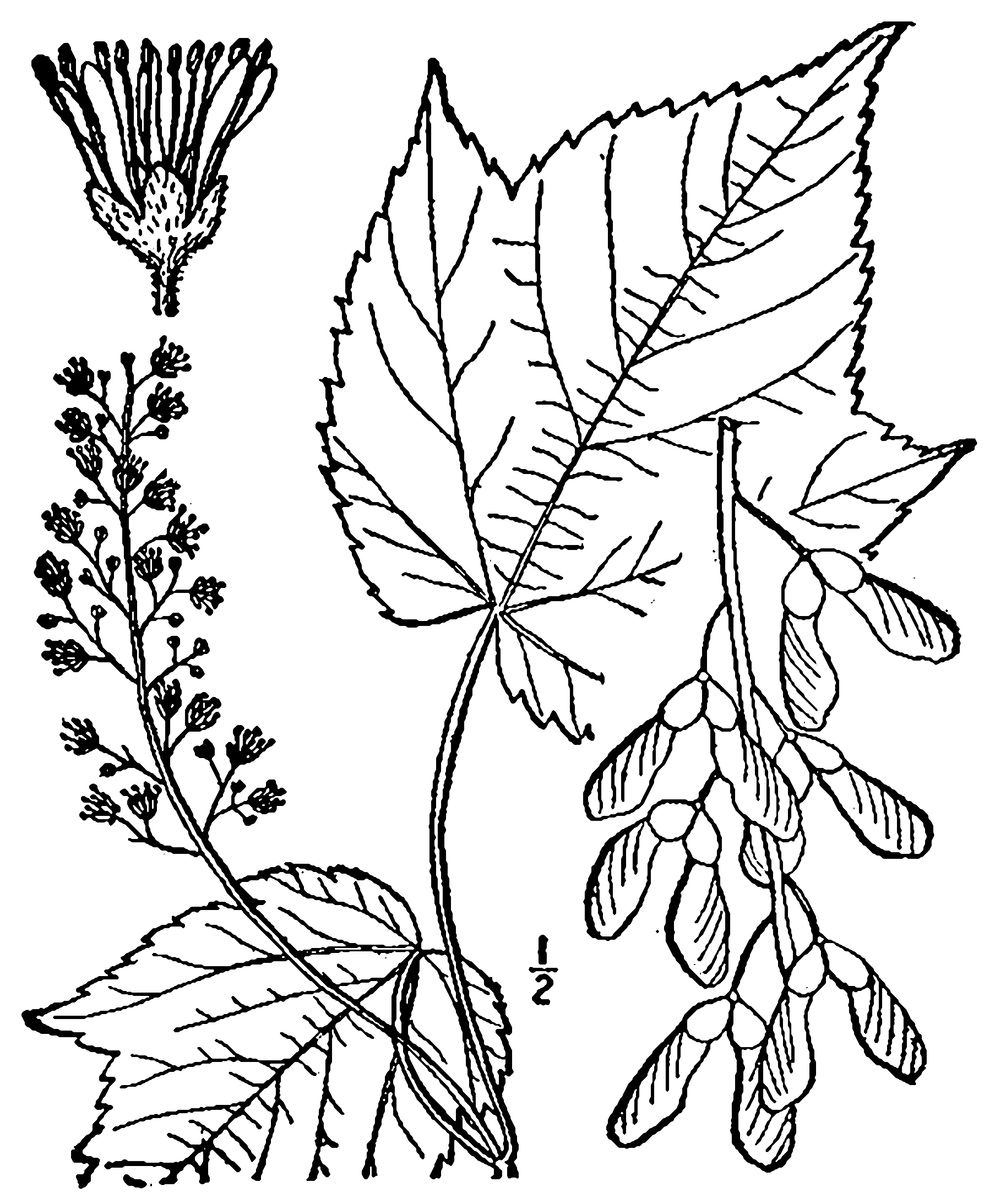
Schéma illustrant certains caractéristiques morphologiques de Acer spicatum.

Parmi les plus petits érables, Acer spicatum mesure généralement de 3 à 8m de hauteur. Ses feuilles trilobées, cordées et grossièrement dentées font de 8 à 12cm de longueur. Des grappes de petites fleurs jaunâtres s'ouvrent vers la fin du printemps, en mai ou juin au Québec. Les fruits sont des disamares rouges.

## Écologie
Cette espèce pousse dans les bois rocheux et humides, particulièrement à la lisière.

## Répartition
On retrouve l'érable à épis du côté est de l'Amérique du Nord, de la Saskatchewan à l'ouest au Labrador à l'est, jusqu'à la Géorgie au sud. Au Québec, c'est l'espèce d'érable qui monte le plus au nord, jusqu'à la latitude du lac Mistassini.

## Utilisation
La sève peut être utilisée comme boisson ou être bouillie pour en faire du sirop d'érable.

## Notes et références

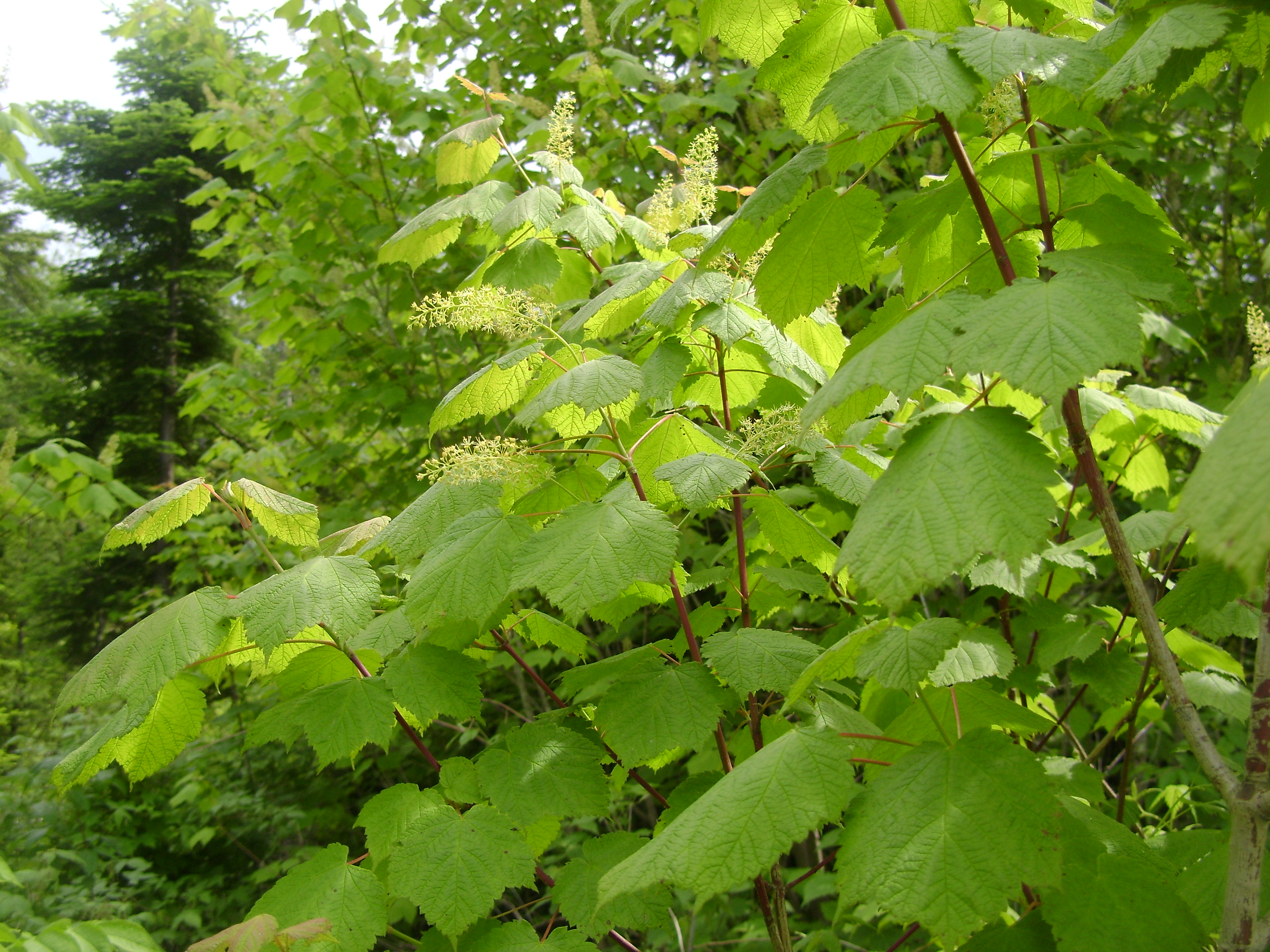
Acer spicatum en fleurs, à la fin du mois de juin, au Québec.